# ラ・アルヘンティーナ (軽巡洋艦)
| 竣工時の「ラ・アルヘンティーナ」 | |
| 艦歴                             | |
| 発注                             | ヴィッカース・アームストロング社 |
| 起工                             | 1936年1月11日 |
| 進水                             | 1937年3月16日 |
| 就役                             | 1939年1月31日に竣工。回航されて1939年4月12日にアルゼンチン海軍で就役。 |
| 退役                             | 1947年2月3日 |
| その後                           | 1974年にスクラップとして売却 |
| 除籍                             | 1972年 |
| 前級                             | |
| 次級                             | |
| 性能諸元                         | |
| 排水量                           | 常備：6,500トン 満載：7,500トン |
| 全長                             | 164.9m -m（水線長） |
| 全幅                             | 17.22m |
| 吃水                             | 5.03m |
| 機関                             | ヤーロー式重油専焼水管缶4基 +パーソンズ式ギヤード・タービン4基4軸推進 |
| 最大 出力                        | 54,000hp |
| 最大 速力                        | 30.0ノット |
| 航続 距離                        | 12ノット/1,2000海里 |
| 燃料                             | 重油：300トン（常備）、1,050トン（満載） |
| 乗員                             | 800名 |
| 兵装                             | アームストロング Mark W 15.2cm（50口径）三連装砲3基 アームストロング Mark P 10.2cm（50口径）単装高角砲4基 ヴィッカーズ 4cm（39口径）単装ポンポン砲8基 53.3cm三連装魚雷発射管2基 |
| 装甲                             | 舷側：76mm（水線部） 甲板：51mm（主甲板、最厚部） 主砲塔：51mm（前盾） 司令塔：76mm（側盾）、-mm（天蓋）                                                                        |
| 航空兵装                         | スーパーマリン ウォーラス水上機1機、カタパルト1基 |

ラ・アルヘンティーナ (ARA La Argentina) は、アルゼンチン海軍の軽巡洋艦で、イギリスで建造された。報道を含め「アルゼンチナ号」と呼称された事例も多い。
同型艦はない。練習艦となり、1940年6月には練習艦隊として日本に寄港したこともある。

## 概要
アルゼンチン海軍は、軍艦を諸外国から輸入する方式で戦備を整えていた。本艦は、自国の制海権維持を主任務として建造された巡洋艦である。また旧式練習艦（フリゲート艦）プレジデント・サルミエントの代艦という側面もある。
海軍休日時代、アルゼンチンは1926年計画によりイタリア王国にトレント級重巡洋艦の輸出仕様を発注し、ベインティシンコ・デ・マヨ級重巡洋艦2隻がイタリアで建造された。同級3番艦の建造が中止となり、1934年計画においてイギリスで建造されたのが本艦である。アリシューザ級軽巡洋艦をタイプシップとしており、練習巡洋艦としての運用も考慮されていた。
1934年に議会の承認を得て、1935年にイギリスのヴィッカース・アームストロング社に1隻600万ペソで発注された。同社のバロー造船所で建造。1937年末の引渡しを予定していた。

## 艦形

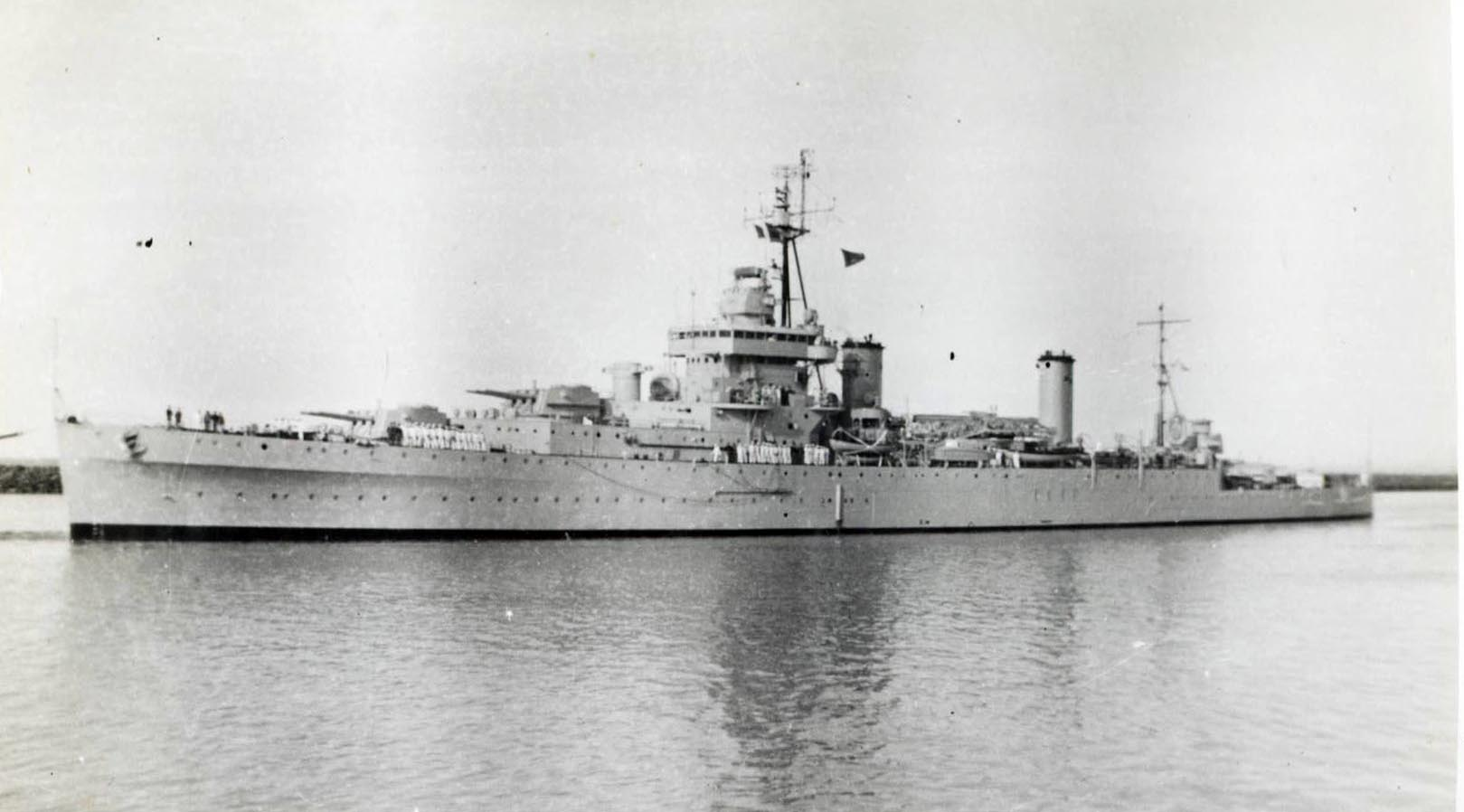
1974年に撮られた本艦。

本級の船体形状は乾舷の高い長船首楼型船体で外洋での凌波性は良好であった。武装配置は、15.2cm（50口径）砲を三連装砲塔に収めて前甲板に背負い式配置で2基、後甲板に1基を配置し、船体中央部の2本の煙突の間に回転式のカタパルト1基を配置し、その上に水上機1基が置かれ、この水上機や艦載艇の揚収用としてトラス構造のクレーンが両舷に設置された。対空兵装として後部煙突の後方、後部主砲塔との間に10.2cm高角砲を単装砲架で両舷各2基、計4門配置し、また艦橋から船体中央部にかけての両舷には40mm機関砲を単装砲架で各舷4基、計8門搭載した。

## 武装

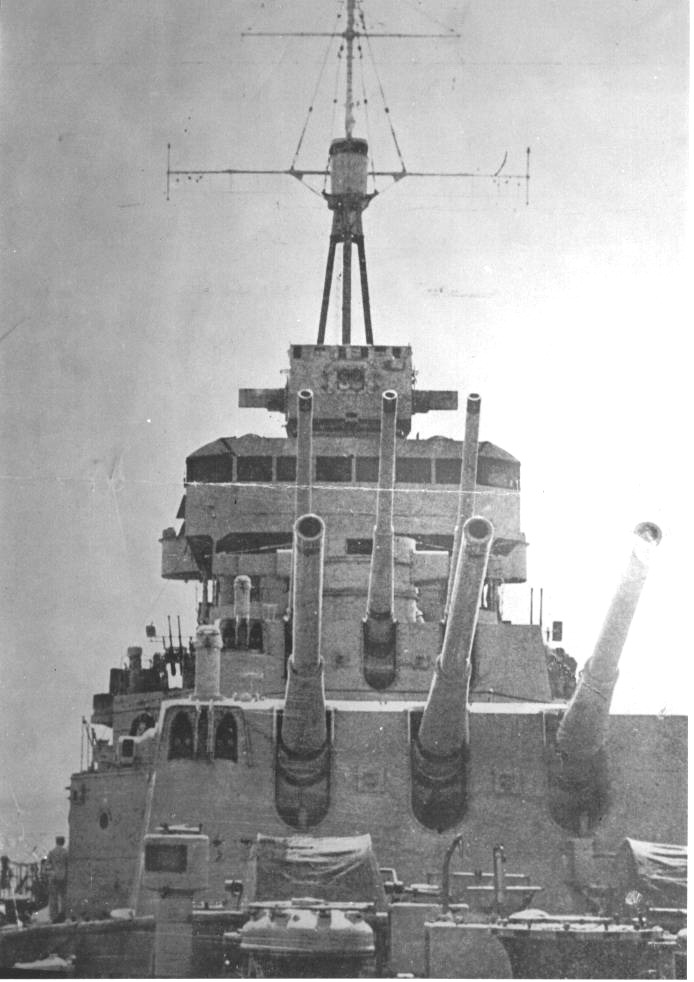
艦首甲板から撮られた本艦。

### 主砲
本艦の主砲はアームスロング Mark W 15.2cm（50口径）砲を採用した。その性能は重量45.3kgの砲弾を仰角45度で23,500mまで届かせることが出来た。 砲塔の俯仰能力は仰角45度・俯角7度で、旋回角度は船体首尾線方向を0度として左右150度の旋回角度を持つ。発射速度は毎分10発であった。

### 高角砲、その他の備砲、水雷兵装
本艦の高角砲はヴィッカース＝アームストロング社のMark P 10.2cm（50口径）高角砲を採用した。その性能は14.1kgの砲弾を使用した場合、仰角45度で射程18,200m、最大仰角90度で射高11,400mであった。旋回と俯仰は電動と人力で行われ、左右方向を0度として50度旋回でき、俯仰は仰角90度・俯角5度であった。発射速度は毎分10～12発だった。これを単装砲架で片舷2基ずつ計4基を搭載した。他に、近接対空火器として英国軍艦に広く採用されている1930年型　Mark8  ポンポン砲(pom-pom gun)を単装砲架で8基を装備した。
水雷兵装として、53.3cm三連装水上魚雷発射管を片舷1基ずつ計2基を搭載した。

## 艦歴
1939年（昭和14年）4月12日、就役した。第二次世界大戦が勃発すると、アルゼンチンは中立を宣言した。1940年（昭和15年）3月下旬、本艦は地球を一周する練習航海に出発する。その際、皇紀2600年を記念して、大日本帝国を訪問する予定が組まれた。
5月下旬、アメリカ合衆国西海岸のサンフランシスコで開催された金門橋万国展覧会に参加した。26日、サンフランシスコを出港する。
6月上旬、ハワイ州オアフ島のホノルルに寄港。
6月下旬、練習航海の途中で日本に立ち寄る。
6月20日、本州の横浜港に到着した。
日本海軍に贈呈する油絵も積み込んでいた。
22日、艦長と副長は昭和天皇に拝謁した。吉田善吾海軍大臣を訪問した際には、勲章を伝達されている。水交社では海軍省と軍令部主催の午餐会が開かれ、日本側からは近藤信竹軍令部次長など85名が出席した。
6月25日、住山海軍次官、近藤軍令部次長、松村神奈川県知事、アルゼンチン大使などが本艦を訪問し、油絵の答礼として七宝焼の花瓶を贈呈した。同日、横浜港を出港する。
神戸港に移動後、7月3日に離日してフィリピンのマニラにむかった。
1941年以降、通常の巡洋艦として扱われた。第二次世界大戦が終わると、大部分の時期を練習巡洋艦として過ごした。1972年の遠洋航海終了後、予備役に編入され、間もなく除籍された。

## 登場作品
- World of Warships - パンアメリカ陣営、Tier5。